# Incabates angustus
Incabates angustus är en kvalsterart som beskrevs av Hammer 1967. Incabates angustus ingår i släktet Incabates och familjen Scheloribatidae. Inga underarter finns listade i Catalogue of Life.